# MAZ-7906

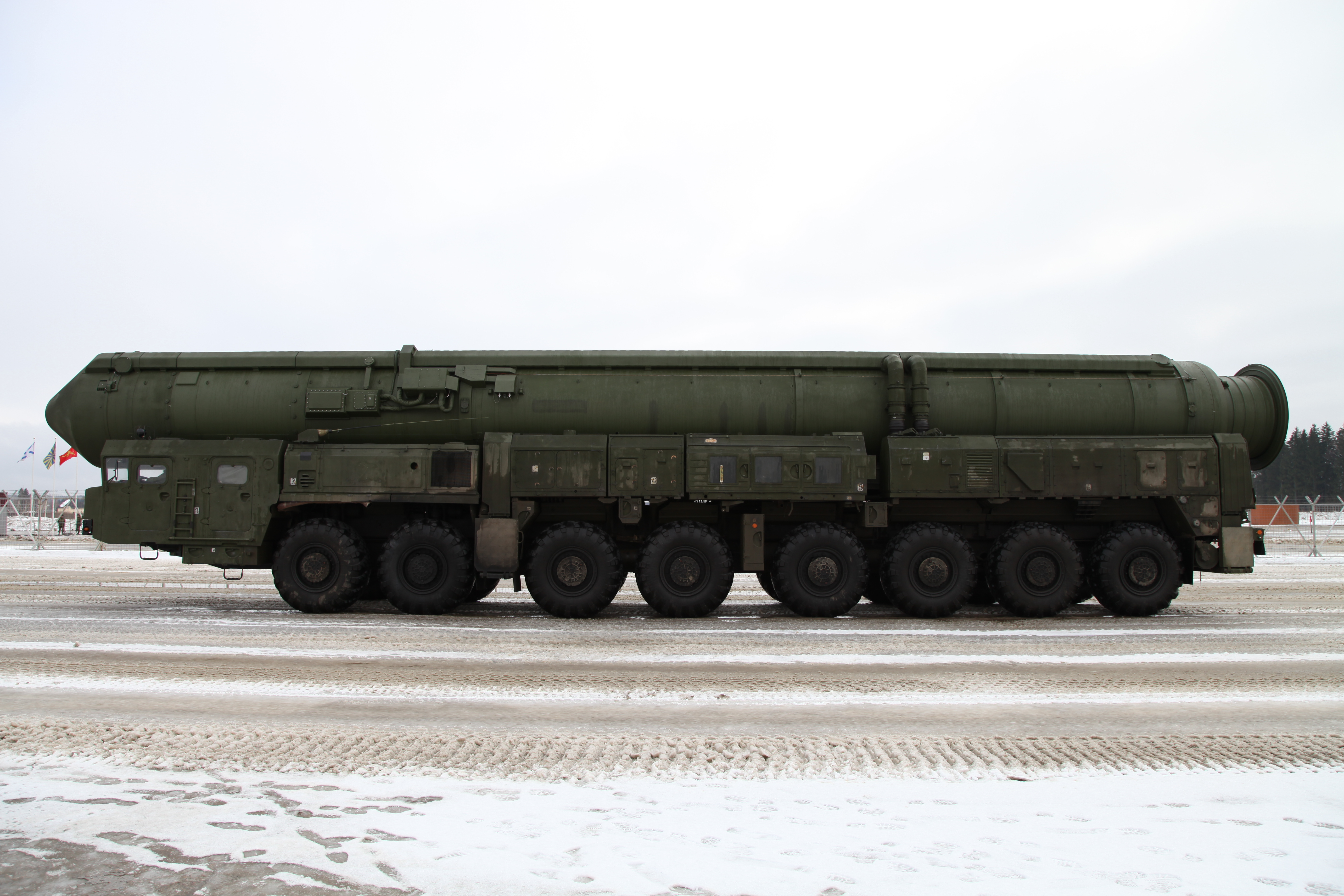
Ein MZKT-79221, welcher über einen ähnlichen Grundaufbau wie der MAZ-7906 verfügt

Der MAZ-7906 war ein Prototyp eines schweren Radfahrzeugs, das in den 1980er Jahren im Minski Awtomobilny Sawod gefertigt wurde.

## Geschichte und geplanter Einsatz
Das Fahrzeug wurde konzipiert, um als mobile Raketenstartrampe eingesetzt zu werden. Geplant war, das eisenbahngestützte Raketensystem RT-23 unabhängiger betreiben zu können. Zu diesem Zweck wurden im MAZ-Werk Mitte der 1980er Jahre zwei unterschiedliche Prototypen gefertigt, der MAZ-7906 und der MAZ-7907. Das Vorhaben, welches auch unter dem Namen Zelina-2 geführt wurde, wurde jedoch nie in die Praxis umgesetzt.
Der MAZ-7906 war etwas kleiner dimensioniert als der ähnliche MAZ-7907. Er verfügt nur über acht Achsen, wobei die hinteren vier und vorne je zwei als Gruppe angeordnet sind. Genaue technische Daten zum Fahrzeug sind unbekannt, jedoch lassen sich ungefähre Dimensionen aus dem geplanten Einsatzzweck ableiten. Die zu transportierende Rakete hatte eine Länge von etwas über 23 Meter, einen Durchmesser von ca. 2,4 Metern und ein Startgewicht von 104,5 Tonnen. Diese musste durch den MAZ-7906 bewegt werden können.
Der Verbleib des Fahrzeugs ist unbekannt.